# Soulja Girl
"Soulja Girl" é o segundo single do rapper Soulja Boy em seu primeiro álbum de estúdio, Souljaboytellem.com (2007). Soulja Boy fez esta canção sobre como era sua vida com garotas antes de se tornar famoso e o que ele olha numa garota. Possui participação de I-15 e chegou a posição 32 no Hot 100 da Billboard. Embora tenha sido um sucesso nos EUA, ela quase não foi noticiada na maioria dos outros países.

## Paradas
| Parada                                           | Posição |
| ------------------------------------------------ | ------- |
| Estados Unidos - Billboard Hot 100               | 32      |
| Estados Unidos - Billboard Hot R&B/Hip-Hop Songs | 13      |
| Estados Unidos - Billboard Hot Rap Tracks        | 6       |
| Estados Unidos - Billboard Pop 100               | 45      |
| Estados Unidos - Billboard Hot Digital Songs     | 34      |
| Estados Unidos - Billboard Hot Ringtones         | 9       |
| Canadá - Hot 100 Singles                         | 75      |
| Nova Zelândia - Parada de Singles RIANZ          | 10      |